# Betty Field
Betty Field (Boston, Massachusetts, 8 februari 1913 - Hyannis, Massachusetts, 13 september 1973) was een Amerikaans film- en toneelactrice.

## Biografie

### Carrière
Ze begon haar acteercarrière op het Londense toneel in het klucht She Loves Me Not van Howard Linsay. Daarna keerde ze terug naar de Verenigde Staten om het toneelspelen voort te zetten. Ze was te zien in enkele succesvolle toneelstukken, totdat ze haar filmdebuut maakte in 1939. Met haar rol als Mae, het enige vrouwelijke personage, in de film Of Mice and Men vestigde ze zich als filmactrice. Vervolgens was ze te zien naast John Wayne in The Shepherd of the Hills.
Field gaf de voorkeur aan het theater en speelde op Broadway in stukken als Dream Girl van Elmer Rice en The Waltz of the Toreadors van Jean Anouilh, maar al snel keerde ze weer terug naar Hollywood waar ze rollen had in Flesh and Fantasy (1943), The Souterner (1945), The Great Gatsby (1949), Picnic (1955), Bus Stop (1956), Peyton Place (1957), BUtterfield 8 (1960) en Birdman of Alcatraz (1962). Haar laatste filmrol had ze in Coogan's Bluff in 1968.

### Privéleven
Field is drie keer getrouwd geweest. Met haar eerste man, toneelschrijver Elmer Rice, waarvan ze later scheidde, kreeg ze drie kinderen. Ze overleed op 60-jarige leeftijd aan een cerebrovasculair accident in Hyannis, Massachusetts.

## Filmografie
- 1939 - What a Life! - Barbara Pearson
- 1939 - Of Mice and Men - Mae
- 1941 - The Shepherd of the Hills - Sammy Lane
- 1943 - Flesh and Fantasy - Henrietta
- 1945 - The Southerner - Nona Tucker
- 1949 - The Great Gatsby - Daisy Buchanan
- 1955 - Picnic - Flo Owens
- 1956 - Bus Stop - Grace
- 1957 - Peyton Place - Nellie Cross
- 1960 - BUtterfield 8 - Mrs. Fanny Thurber
- 1962 - Birdman of Alcatraz - Stella Johnson
- 1968 - Coogan's Bluff - Ellen Ringerman